# Галлеттсвілл (Техас)
Галлеттсвілл (англ. Hallettsville) — місто (англ. city) в США, в окрузі Лавака штату Техас. Населення — 2731 особа (2020).

## Географія
Галлеттсвілл розташований за координатами 29°26′35″ пн. ш. 96°56′36″ зх. д. / 29.44306° пн. ш. 96.94333° зх. д. (29.442984, -96.943244).  За даними Бюро перепису населення США в 2010 році місто мало площу 7,06 км², уся площа — суходіл.

## Демографія
Згідно з переписом 2010 року, у місті мешкало 2550 осіб у 1020 домогосподарствах у складі 635 родин. Густота населення становила 361 особа/км².  Було 1248 помешкань (177/км²).
Расовий склад населення:
| - 75,7 % — білих - 17,6 % — чорних або афроамериканців - 0,5 % — азіатів - 0,4 % — корінних американців - 0,1 % — вихідців з тихоокеанських островів - 3,6 % — осіб інших рас |

До двох чи більше рас належало 2,1 %. Частка іспаномовних становила 15,9 % від усіх жителів.
За віковим діапазоном населення розподілялося таким чином: 23,5 % — особи молодші 18 років, 53,0 % — особи у віці 18—64 років, 23,5 % — особи у віці 65 років та старші. Медіана віку мешканця становила 43,3 року. На 100 осіб жіночої статі у місті припадало 88,6 чоловіків;  на 100 жінок у віці від 18 років та старших — 82,1 чоловіків також старших 18 років.
Середній дохід на одне домашнє господарство  становив 44 945 доларів США (медіана — 35 687), а середній дохід на одну сім'ю — 58 223 долари (медіана — 51 591). Медіана доходів становила 40 703 долари для чоловіків та 26 917 доларів для жінок. За межею бідності перебувало 18,3 % осіб, у тому числі 29,4 % дітей у віці до 18 років та 17,6 % осіб у віці 65 років та старших.
Цивільне працевлаштоване населення становило 1154 особи. Основні галузі зайнятості: освіта, охорона здоров'я та соціальна допомога — 30,8 %, роздрібна торгівля — 10,8 %, мистецтво, розваги та відпочинок — 9,4 %, сільське господарство, лісництво, риболовля — 8,8 %.